# Històries de brètols
Històries de brètols (títol original en francès: Le Soleil des voyous; en italià: Il più grande colpo del secolo) és una pel·lícula franco-italiana, dirigida per Jean Delannoy, estrenada el 1967. Ha estat doblada al català.

## Argument
Vell truà retirat dels «negocis», Denis Ferrand, anomenat « El Fignoleur», deixa passar els dies, tranquil amb la seva esposa Marie-Jeanne en una ciutat de províncies on s'ignora tot del seu passat. És propietari d'un bar tranquil, el «Dòmino», administrat per l'encisadora Betty, i d'un hostal confortable, « La Cabana»...
Davant del bar es troba una agència del Crèdit Industrial del Nord i com a bon veí, Ferrand és testimoni de totes les anades i vingudes. Per desocupació i sobretot per nostàlgia, decideix preparar un atracament. El sexagenari s'ha fixat, que en una data fixa, una comitiva ve a buscar la paga dels obrers del centre nuclear de Farville. Mentre poleix les diverses etapes del seu hipotètic robatori, Ferrand rep la visita sobtada d'un antic amic, Jim Beckley. Conegut a Saïgon, aquest americà és ara acorralat per una banda de traficants. Denis matarà llavors dos pardals amb un tret: amagar Beckley a casa seva i aprofitar la seva ajuda per muntar el «cop».

## Repartiment
- Jean Gabin: Denis Ferrand
- Robert Stack: Jim Beckley
- Margaret Lee: Betty, l'amant de Jim
- Jean Topart: Monsieur Henri
- Walter Giller: Maurice Labrousse
- Lucienne Bogaert: La mare de M. Henri
- Georges Lycan: Tonio
- Albert Michel: Gaston
- Henri Coutet: el vigile
- Bernard Musson: M. Charles Goulette
- Pierre Koulak: Ange Peresi
- Mino Doro: Luigi Savani
- Bob Ingarao: Un complice
- Pierre-Jacques Moncorbier: el client borratxo
- Jo Dalat: Un fals esombriaire
- Roger Fradet: Un fals esombriaire
- Dominique Zardi: Un malfactor
- Suzanne Flon: Marie-Jeanne Ferrand
- Luce Fabiole: Angèle
- Olga Valery: La dama de la posada
- Nicole Desailly: Hélène
- Micheline Sandrel: La presentadora de televisió